# 富勒穹
86°38′S 156°18′W / 86.633°S 156.300°W
富勒穹（英語：Fuller Dome），是南極洲的穹丘，位於阿蒙森海岸，海拔高度2,850米，處於毛德王后山脈的羅森山脈西北端，美國地質調查局根據測量和該國海軍的空中照片繪入地圖，現時由南極條約體系管理。